# Regni ellenistici
     Impero seleucide
     Impero tolemaico
     Regno di Lisimaco
     Regno di Cassandro I
     Regno d'Epiro
     Regno di Macedonia
     Regno di Pergamo
     Regno di Bitinia
     Regno del Ponto
     Impero tolemaico
     Impero seleucide
     Impero dei Parti
     Regno greco-battriano

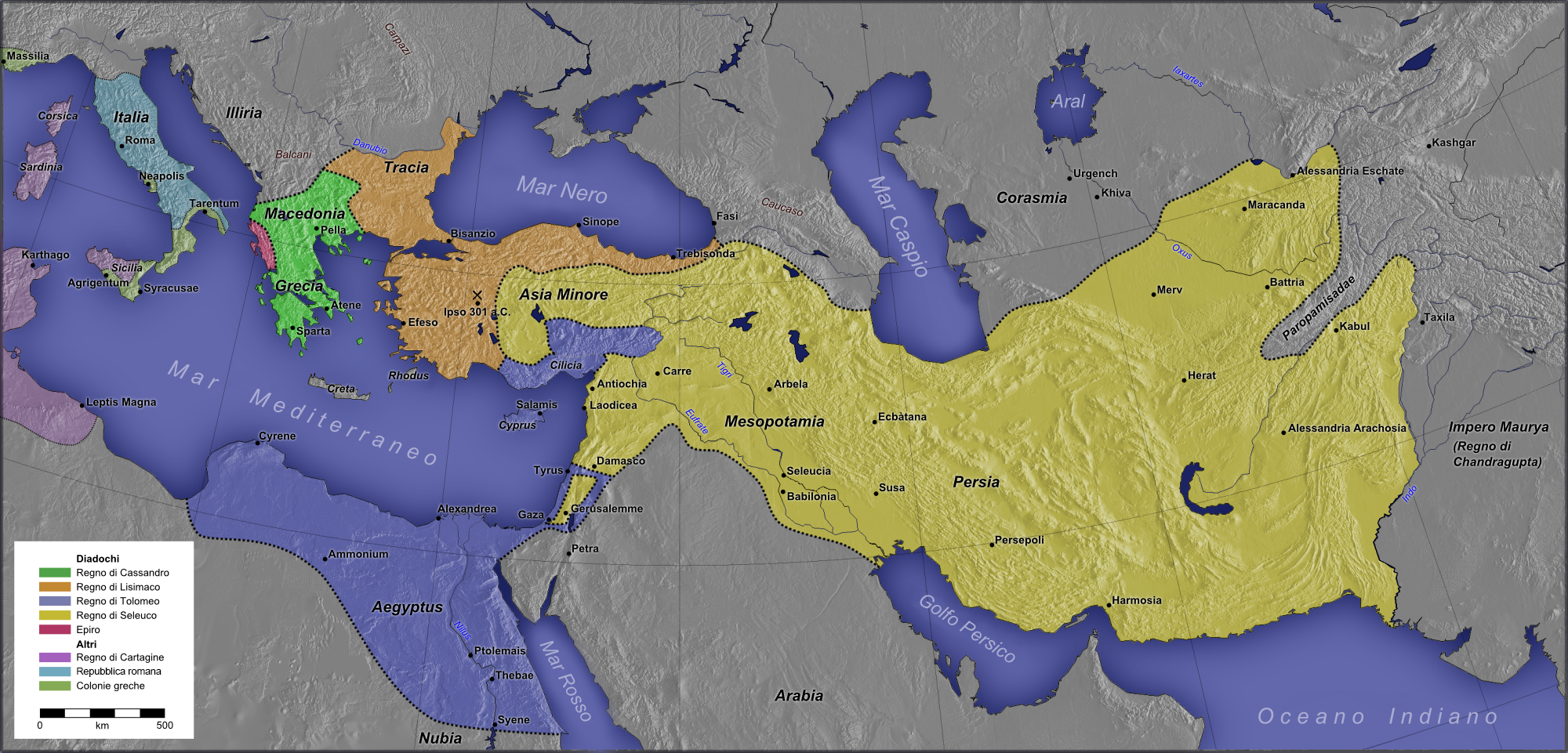
I regni dei Diadochi dopo la battaglia di Ipso (301 a.C.).
Impero seleucide
Impero tolemaico
Regno di Lisimaco
Regno di Cassandro I

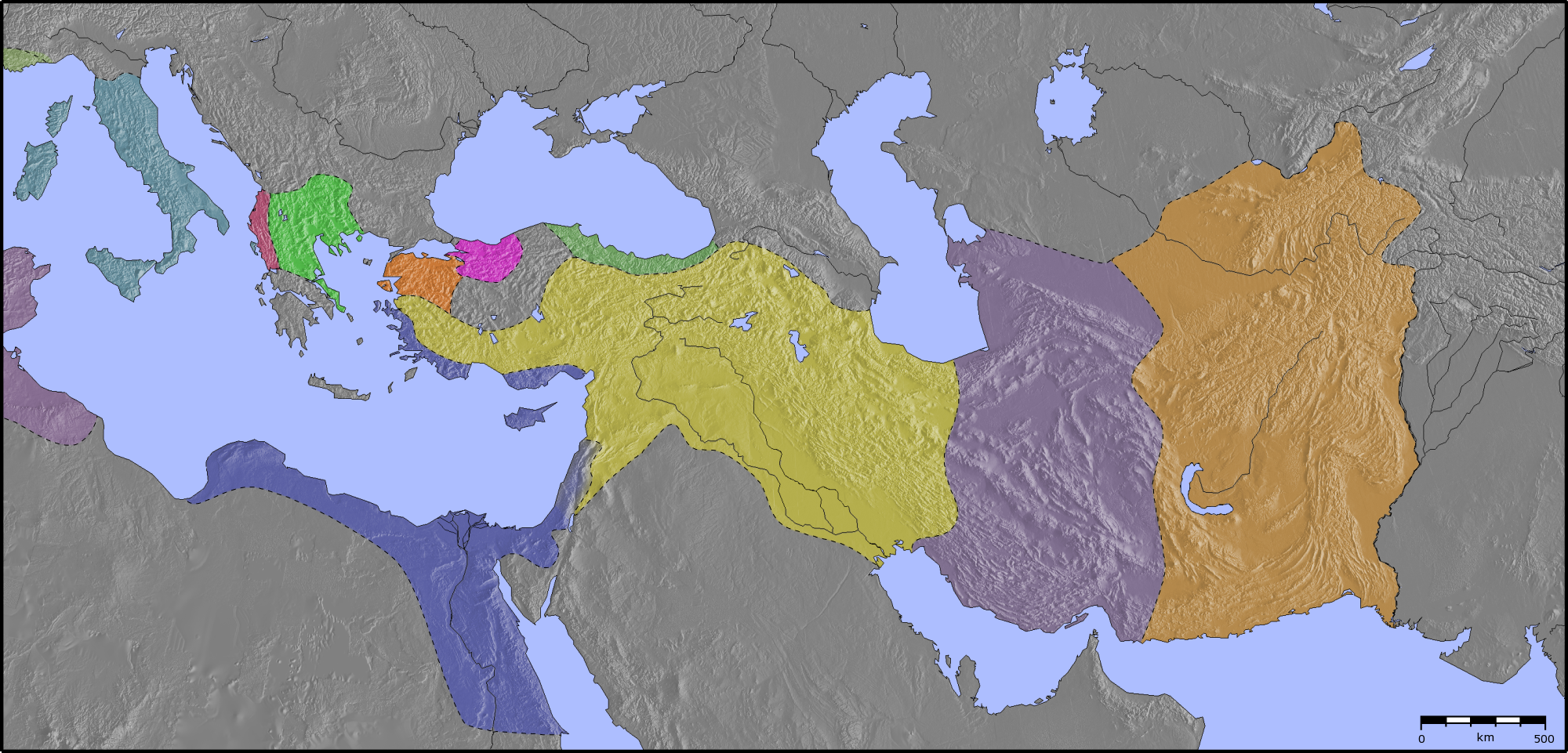
I regni ellenistici all'inizio delle guerre contro Roma (235 a.C. circa).
Regno d'Epiro
Regno di Macedonia
Regno di Pergamo
Regno di Bitinia
Regno del Ponto
Impero tolemaico
Impero seleucide
Impero dei Parti
Regno greco-battriano

I regni ellenistici furono all'epoca quei territori in cui si suddivise l'Impero macedone dopo la morte di Alessandro Magno.

## Regni
- Regno d'Armenia (190 a.C.–428 d.C.)
- Regno di Bitinia (297–75 a.C.)
- Regno del Bosforo Cimmerio (480 a.C.–323 d.C.)
- Regno di Cappadocia (331 a.C.–17 d.C.)
- Regno di Commagene (163 a.C.–72 d.C.)
- Regno tolemaico (305–30 a.C.)
- Regno del Ponto (281 a.C.–62 d.C.)
- Impero seleucide (312–64 a.C.)
- Regno di Sofene (III secolo–94 a.C.)
- Regno greco-battriano (250–120 a.C.)
- Regno greco-indiano (180 a.C.–10 d.C.)
- Regno di Pergamo (282–133 a.C.)